# Abd-Al·lah ibn az-Zubayr
Abd-Al·lah ibn az-Zubayr (àrab: عبد الله بن الزبير, ʿAbd Allāh ibn az-Zubayr) (Medina, maig del 624 - la Meca, 3 de novembre del 692) fou califa en oposició al califa omeia. Era fill d'az-Zubayr ibn al-Awwam, del clan quraixita dels Abd-al-Uzza. Els seus drets venien de la seva mare, Asma, que era filla del califa Abu-Bakr as-Siddiq i germana d'Àïxa bint Abi-Bakr.

## Primeres campanyes
Va participar molt jove en la batalla del Yarmuk l'agost del 636. Va acompanyar son pare a Egipte per unir-se a les forces d'Amr ibn al-As el 640; va participar tot seguit a l'expedició de Abd-Al·lah ibn Abi-Sarh contra els romans de l'Àfrica (647) i se'l considera l'autor de la mort per pròpia mà del patrici o exarca Gregori. Va retornar després a Medina i va acompanyar a Saïd ibn al-As a l'expedició de Pèrsia del nord del 650 i després es va ocupar de la compilació de l'alcorà per ordre del califa Uthman ibn Affan.

## La batalla del Camell
Mort Uthman ibn Affan, va acompanyar el seu pare i Àïxa a Bàssora i va dirigir la infanteria en la batalla del Camell, després de la qual va tornar a Medina juntament amb Àïxa. Va assistir a l'arbitratge de Dumat al-Jandal (o Adhruh). Després va romandre a Medina, on era un dels ciutadans més rics.

## La revolta d'Ibn az-Zubayr
Durant el govern de Muàwiya I, va refusar de prestar jurament al presumpte hereu Yazid I, i a la mort del califa el 680 va ratificar la no acceptació de Yazid, igual que va fer al-Hussayn ibn Alí ibn Abi-Tàlib. Per escapar de les persecucions omeies van fugir a la Meca. Després de la mort d'al-Hussayn en la batalla de Karbala, Abd-Al·lah ibn az-Zubayr va començar a reclutar partidaris i una tropa fou enviada des de Medina per posar fi a l'activitat; les forces estaven sota el comandament del seu germà Amr ibn az-Zubayr, però foren rebutjades i Amr fou fet presoner i, amb consentiment del seu germà, fou flagel·lat i va morir poc després (681) i el seu cos exposat públicament. Llavors Abd-Al·lah va proclamar la deposició de Yazid, i el van secundar els Ansar de Medina que van agafar com a cap a Abd-Al·lah ibn Hàndhala i els quraixites de la ciutat que van agafar com a cap a Abd-Al·lah ibn Mutí. Yazid va enviar contra els rebels a Múslim ibn Uqba al-Murrí que va derrotar els medinesos en la batalla d'al-Harra el 27 d'agost del 683. La mort de Múslim no va impedir d'assetjar a Abd-Al·lah ibn az-Zubayr que era a la Meca (Setge de la Meca, 24 de setembre del 683) però als 64 dies els assetjants es van assabentar de la mort de Yazid i van aixecar el setge. El general al-Hussayn ibn Numayr va intentar convèncer el cap rebel d'acompanyar-lo a Damasc, però no se'n va sortir.
Va esclatar una guerra civil a Síria i Abd-Al·lah ibn az-Zubayr va aprofitar per proclamar-se amir al-muminín i fou reconegut pels opositors dels omeies de Síria, Egipte, Iraq i Aràbia com a califa.
La victòria de Marwan I en la batalla de Marj ar-Ràhit el juliol del 684 i la revolta d'al-Mukhtar ibn Abi-Ubayd ath-Thaqafí a Kufa (685) van posar els partidaris d'Abd-Al·lah ibn az-Zubayr a la defensiva. Al-Muhàl·lab es va posar al servei de Mússab ibn az-Zubayr a Bàssora i van poder derrotar a Mukhtar a Kufa (687), però de fet Mussab a Bàssora i a l'Iraq va actuar com a independent d'Abd-Al·lah. Mentre els kharigites bakrites s'havien separat d'Ibn az-Zubayr a la mort de Yazid i s'havien establert al Najd oriental i sota la direcció de Najda van ocupar la província de Bahrein i el 687-688 van passar a Hadramaut i el Iemen ocupant Taïf el 688/689.
El 691 els omeies van recuperar Iraq després de la batalla de Dayr al-Jathalik, i Abd-al-Màlik ibn Marwan va enviar al general al-Hajjaj ibn Yússuf a ocupar la Meca després del setge de la Meca (692). El setge va començar el 25 de març del 692 i va durar més de sis mesos. Els partidaris d'Ibn az-Zubayr es van anar rendint i fins i tot els seus propis fills. Llavors pressionat per la seva mare va agafar les armes i va marxar al combat amb els més fidels, caient mort al camp de batalla el 3 de novembre del 692. El seu cadàver fou exhibit públicament i després lliurat a la seva mare per a l'enterrament a Medina.